# Schweizer Badmintonmeisterschaft 1955
Die Schweizer Badmintonmeisterschaften 1955 fanden gemeinsam mit den Swiss Open (internationale Meisterschaften) vom 22. bis zum 24. April 1955 in Lausanne statt. Es war die erste Austragung der nationalen Titelkämpfe im Badminton in der Schweiz, ausgespielt wurden lediglich die Wettbewerbe im Herreneinzel sowie im Herrendoppel.

## Medaillengewinner
| Disziplin    | Gold                               | Silber             | Bronze                      |
| ------------ | ---------------------------------- | ------------------ | --------------------------- |
| Herreneinzel | Robert Baldin                      | Tilbert Haberfeld  | Heinz Honegger              |
| Herreneinzel | Robert Baldin                      | Tilbert Haberfeld  | P. Stocker                  |
| Herrendoppel | Tilbert Haberfeld Edwin Lenzlinger | K. Waldraff Zeugin | Robert Baldin Jean Mermod   |
| Herrendoppel | Tilbert Haberfeld Edwin Lenzlinger | K. Waldraff Zeugin | Steinbrückel Heinz Honegger |

Herreneinzel
|  | Halbfinale | Halbfinale                 | Halbfinale | Halbfinale | Halbfinale |  |  | Finale | Finale                     | Finale | Finale | Finale |
|  |            |                            |            |            |            |  |  |        |                            |        |        |        |
|  |            |                            |            |            |            |  |  |        |                            |        |        |        |
|  |            | Robert Baldin (Lausanne)   | 15         | 15         |            |  |  |        |                            |        |        |        |
|  |            | P. Stocker (Genf)          | 4          | 0          |            |  |  |        |                            |        |        |        |
|  |            |                            |            |            |            |  |  |        | Robert Baldin (Lausanne)   | 13     | 15     | 15     |
|  |            |                            |            |            |            |  |  |        | Tilbert Haberfeld (Zürich) | 18     | 1      | 2      |
|  |            | Tilbert Haberfeld (Zürich) | 12         | 15         | 15         |  |  |        |                            |        |        |        |
|  |            | Heinz Honegger (Zürich)    | 15         | 7          | 12         |  |  |        |                            |        |        |        |
|  |            |                            |            |            |            |  |  |        |                            |        |        |        |